# ستاد جامعة التقنية ببكين
ستاد جامعة التقنية  في بكين أنشأ لملعب خصيصا لأجل أولمبياد بكين 2008 وتقام فيه لعبتي كرة الريش والجمباز الفني وتبلغ مساحته الإجمالية 24383 متر مربع، يحتوي 5800 مقعد ثابت و1700 مقعد متحرك وبدأ الإنشاء فيه 2005 وانتهت الأعمال في 2007.